# Malickyella brunnea
Malickyella brunnea is een vlinder van de familie van de grasmotten (Crambidae), uit de onderfamilie van de Spilomelinae. De wetenschappelijke naam van deze soort is voor het eerst voorgesteld door Wolfram Mey en Wolfgang Speidel in een publicatie uit 2010.
De soort komt voor op Luzon in de Filipijnen.